# Lonchocarpus martynii
Lonchocarpus martynii là một loài thực vật có hoa trong họ Đậu. Loài này được A.C.Sm. miêu tả khoa học đầu tiên.